# 中国驻阿德莱德总领事馆
中华人民共和国驻阿德莱德总领事馆（英語：Consulate-General of the People's Republic of China in Adelaide），简称中国驻阿德莱德总领事馆，是中华人民共和国派驻澳大利亚南澳大利亚州阿德莱德的最高级别外交机构。领区包括南澳大利亚州。